# Љубав за сва времена
Љубав за сва времена (енгл. As the World Turns, скраћено ATWT, дословно Како се свет окреће или Док се свет окреће) је америчка сапуница која је 54 године приказивана на мрежи Си-Би-Ес, од 2. априла 1956. до 17. септембра 2010. године. Ирна Филипс је створила Љубав за сва времена као сестринску серију сапунице Усмеравајуће светло. Серија је 4. најдужа америчка дневна ТВ серија, по броју епизода (прве три су Општа болница, Усмеравајуће светло и Дани наших живота). Љубав за сва времена је првих 43 сезона продуцирана на Менхетну, а потом у Бруклину од 2000. до 2010. године.
Постављена у измишљеном граду Оукдејл у Илиноису, серија је први пут приказана 2. априла 1956. године у 13.30 часова, као получасовни серијал. Пре тог дана, сви серијали су трајали по 15 минута. Љубав за сва времена и Ивица ноћи, која је имала премијеру истог дана у 16.30, биле су прве серије које су од премијере трајале 30 минута. У почетку, гледаоци су били незаинтересовани за нови получасовни серијал, али гледаност је порасла у другој сезони, на крају достигавши прво место у дневним Нилсеновим рејтинзима до јесени 1958. године. Следеће године, серија је започела низ победа у недељним рејтинзима који нису прекидани више од 12 година. Серија се емитовала у боји од 21. августа 1967. и са 30 минута проширила време трајање епизоде на 60 минута 1. децембра 1975, кад је Ивица ноћи прешла на Еј-Би-Си. Љубав за сва времена била је најгледанија дневна драма од 1958. до 1978. године, са 10 милиона гледалаца који су свакодневно пратили серију. На врхунцу популарности, главни глумци попут Хелен Вагнер, Дона Маклафлина, Дона Хејстингса и Ајлин Фелтон постали су познати широм САД. Троје од ових глумаца, Вагнерова, Хејстингс и Фелтонова, уједно су и троје глумаца са најдужим стажом у историји америчких сапуница.
Серија је прошла 10000. епизоду 12. маја 1995. године и прославила 50. годишњицу 2. априла 2006. године. Дана 18. септембра 2009. године, Љубав за сва времена је постала последња сапуница у продукцији Procter & Gamble за Си-Би-Ес, након што је завршено приказивање сапунице Усмеравајуће светло.
Дана 8. децембра 2009, Си-Би-Ес је објавио да  након 54 година отказује Љубав за сва времена, због лоше гледаности. Снимање је завршено 23. јуна 2010, а последња епизода је приказана 17. септембра исте године. Си-Би-Ес је месец дана касније серију заменио ток-шоуом The Talk.
Љубав за сва времена је у Србији приказивана од септембра 2009. године, на ТВ Авала.